# Ананьєв Павло Архипович
Павло́ Архи́пович Ана́ньєв (1917—1999) — радянський військовик, учасник Другої світової війни, почесний громадянин Бердичева.

## Життєпис
Народився у селі Перевесинка Самарської губернії (нині Ртищевський район Саратовської області) у багатодітній родині — батьки виховували 14 дітей.
1933 року закінчив 7 класів Трусівської неповної середньої школи, поступив на навчання до Астраханського ПТУ. Здобувши спеціальну освіту, працював обліковцем у тракторній бригаді.
Груднем 1936 року призваний до лав ЧА, у жовтні 1938-го по переводу направлений на курси полкової школи молодшого командного складу, 78-й Західний залізничний полк УВО УНКВС СРСР по Московській області. В січні 1938 року йому присвоєно звання молодшого командира РККА. 1941 року закінчив Бакинське піхотне училище ім. Серго Орджонікідзе.
З червня 1941 року — на фронтах німецько-радянської війни. По серпень 1942-го проходив службу командиром будівельного взводу, Південно-Західний фронт, надалі служив командиром автоматного взводу — на Північнокавказькому фронті. Згодом — командир автомобільного взводу, командир взводу 1-ї автоматної роти 338-го гвардійського стрілецького полку 117-ї гвардійської Бердичівської дивізії 1-го Українського фронту. У грудні 1943 — січні 1944 року брав участь у боях за Бердичів.
По закінченні війни у складі 117-ї гвардійської стрілецької дивізії прибув до Бердичева. Через деякий час звільнився з лав ЧА, одружився з Валентиною Дем'янівною, уродженкою села Гвоздава Бердичівського району. Із дружиною виховали четверо дітей.
У 1949—1951 роках працював у Бердичівському військкоматі завідувачем складу, згодом — у військовому госпіталі № 4251, агент господарських доручень. Від 1954 року працював слюсарем-монтажником, БМУ-2 тресту «Укргазнафтобуд», з 1957-го — пічник на Бердичівській швейній фабриці. З 1958 року — кочегар на міській електростанції та в котельні шкірцеху Бердичівського міського промкомбінату, також робив у Бердичівському таксомоторному парку. 1964 року пройшов навчання в учбовому комбінаті Житомирського обласного комунгоспу, здобув кваліфікацію оператора газифікованої котельні. Протягом 1965—1972 років працював робітником газових печей БМУ-2 та інших організацій. 1980 року вийшов на пенсію.
Брав активну участь у роботі ветеранської організації 117-ї гвардійської стрілецької дивізії та міської ветеранської організації.
Помер Павло Ананьєв 6 серпня 1999 року, похований поряд з дружиною в селі Гвіздава Бердичівського району.

### Нагороди та вшанування
- ордени Вітчизняної війни 2 ступеня
- орден Червоної Зірки
- медаль «За перемогу над Німеччиною»
- медаль «За взяття Берліна»
- медаль «За визволення Праги»
- медаль «Ветеран праці»
- почесний громадянин Бердичева (рішення міської ради від 20 квітня 1998 року № 184)